# Георги Тенев (офицер)
Георги Тенев Тенев (Георги Тенев Димитров) е български офицер, (генерал-майор), командир на 9-а рота от 6-и пехотен търновски полк през Сръбско-българската война (1885) и на 3-ти пехотен бдински полк по време на Балканската война (1912 – 1913).

## Биография
Георги Тенев е роден на 23 април 1864 г. в Сливен. През есента на 1881 г. постъпва във Военното на Негово Княжеско Височество училище, завършва през 1884 г. с 5-и випуск, като на 30 август е произведен в чин подпоручик. Постъпва на служба в Еленска № 21 пеша дружина, която още същата година влиза в състава на новосъздадения 6-и пехотен търновски полк, където подпоручик Тенев е ротен командир. Взема участие в Сръбско-българската война (1885), за което е награден с Военен орден „За храброст“ IV степен. След войната на 30 август 1886 г. е произведен в чин поручик.
С указ № 11 от 19 януари 1889 г. от 6-и пехотен търновски полк е формиран 18-и пехотен етърски полк и Тенев продължава службата си в него. През същата година е произведен в чин капитан. През 1898 г. е произведен в чин майор и две години по-късно е назначен за командир на дружина от 7-и пехотен преславски полк. През 1904 г. е произведен в чин подполковник, а през 1905 г. е назначен за интендант на 3-та пехотна балканска дивизия. През 1906 г. е назначен за помощник-командир на 24-ти пехотен черноморски полк. През 1907 г. поема командването на 3-ти пехотен бдински полк и на 15 октомври 1908 г. е произведен в чин полковник.
На 12 февруари 1910 г. е избран за член на Видинския клон на БЧК, а по-късно е избран и за негов подпредседател. Полковник Георги Тенев е един от най-ревностните инициатори за издигането на паметник на героите от 3-ти полк загинали през Сръбско-българската война, който е открит на 15 ноември 1911 г. Непосредствено преди Балканската война (1912 – 1913) полковник Тенев заболява и не заминава веднага за фронта, командвайки Видинския гарнизон. С телеграма от 4 октомври 1912 г. уведомява началника на 6-а дивизионна област, че е здрав и заминава в поход, като на 10 октомври поема командването на полка. Начело на полка взема участие в Люлебургаско-Бунархисарската операция и в битката при Чаталджа. Пада убит на 10 ноември 1912 г. в боевете при с. Езетин пред Чаталджанската позиция. За бойни заслуги посмъртно е произведен в чин генерал-майор.
По време на военната си кариера служи и в Пионерния полк.
Генерал-майор Георги Тенев е женен и има 4 деца. Представител на рода е и Драган Тенев – генерал Тенев е брат на дядо му.
През 2017 г. Държавният военноисторически музей представя изложбата на която са изложени вещи на генерал Тенев, дарени на музея от негови наследници през 2016 година.

## Военни звания
- Подпоручик (30 август 1884)
- Поручик (30 август 1886)
- Капитан (1889)
- Майор (1898)
- Подполковник (1904)
- Полковник (15 октомври 1908)
- Генерал-майор (неизв.)

## Награди
- Военен орден „За храброст“ IV степен (1885)